# Муху
Муху (також відомий як Моон, Мухумаа; ест. Muhu) — третій за величиною острів Естонії після Сааремаа та Гіюмаа загальною площею 198 км². Є частиною Моонзунського архіпелагу Балтійського моря.
Як і сусідні острови, Муху малородючий, позаяк складений головним чином вапняками і морськими відкладеннями антропогена. Ґрунти щебнисті і піщані. Є соснові ліси, а по берегах зарості очерету.
Основні господарські галузі — рибальство і рибопереробка, землеробство, скотарство.
Населення острова — 1822 людини (2004).

## Історія
В 1629-1721-х рр. — у складі Шведської Лівонії.
У 1721 р., згідно з Ништадтським мирним договором, що завершив Північну війну, Муху разом з іншими землями Лівонії відійшов до Російської імперії (адміністративно — на території новоствореної Ліфляндської губернії, у складі її Езельского повіту).
Під час першої світової війни аж до Моонзундської битви на Муху і на сусідніх островах розташовувалися морські і сухопутні сили Російського флоту, були побудовані берегові батареї. Через революційні настрої серед матросів і невміле командування острів був захоплений німцями.
Після того, як на підставі постанови Тимчасового уряду Росії від 30 березня 1917 р. «Про автономію Естляндії» Езельский повіт разом з ще чотирма населеними естонцями північними повітами Ліфляндської губернії увійшов до складу Естляндської губернії, острів Муху опинився в складі цього нового автономного утворення, що передувало проголошенню 24 лютого 1918 р. незалежної Естонської Республіки.

## Фотогоалерея

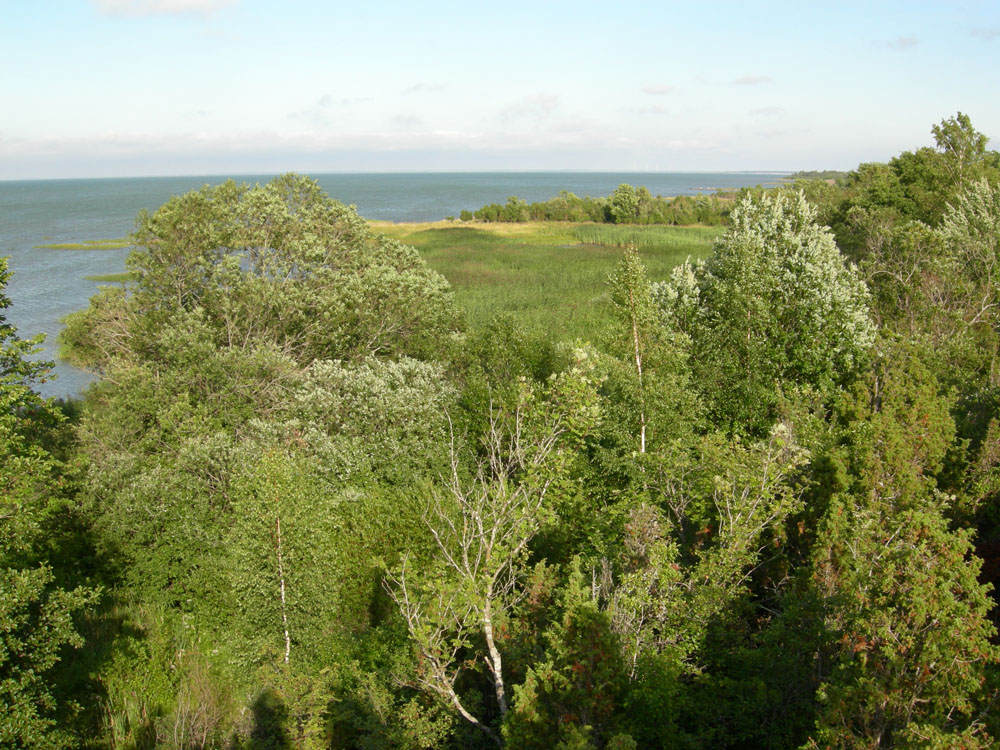
Північна частина Муху 26 липня 2007
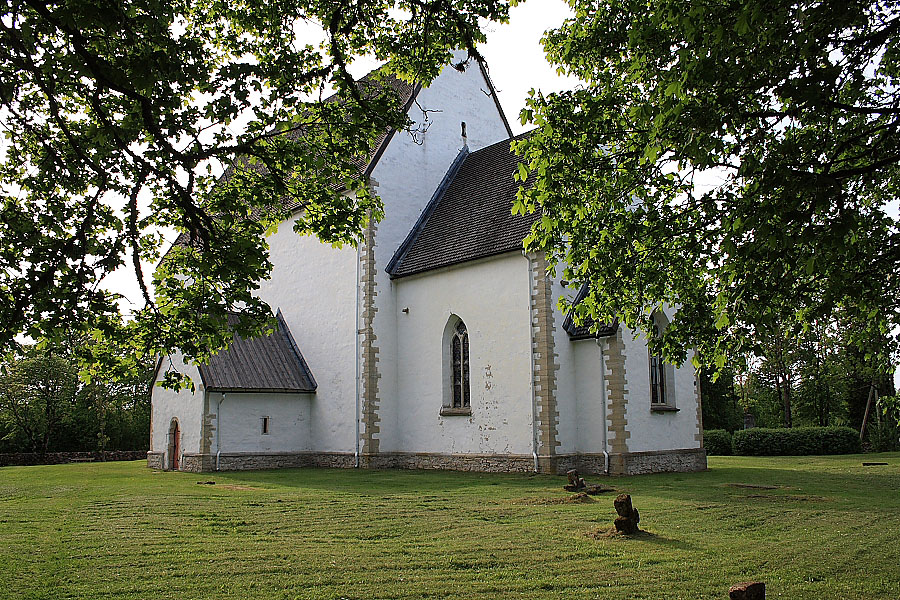
Кірха святої Катерини
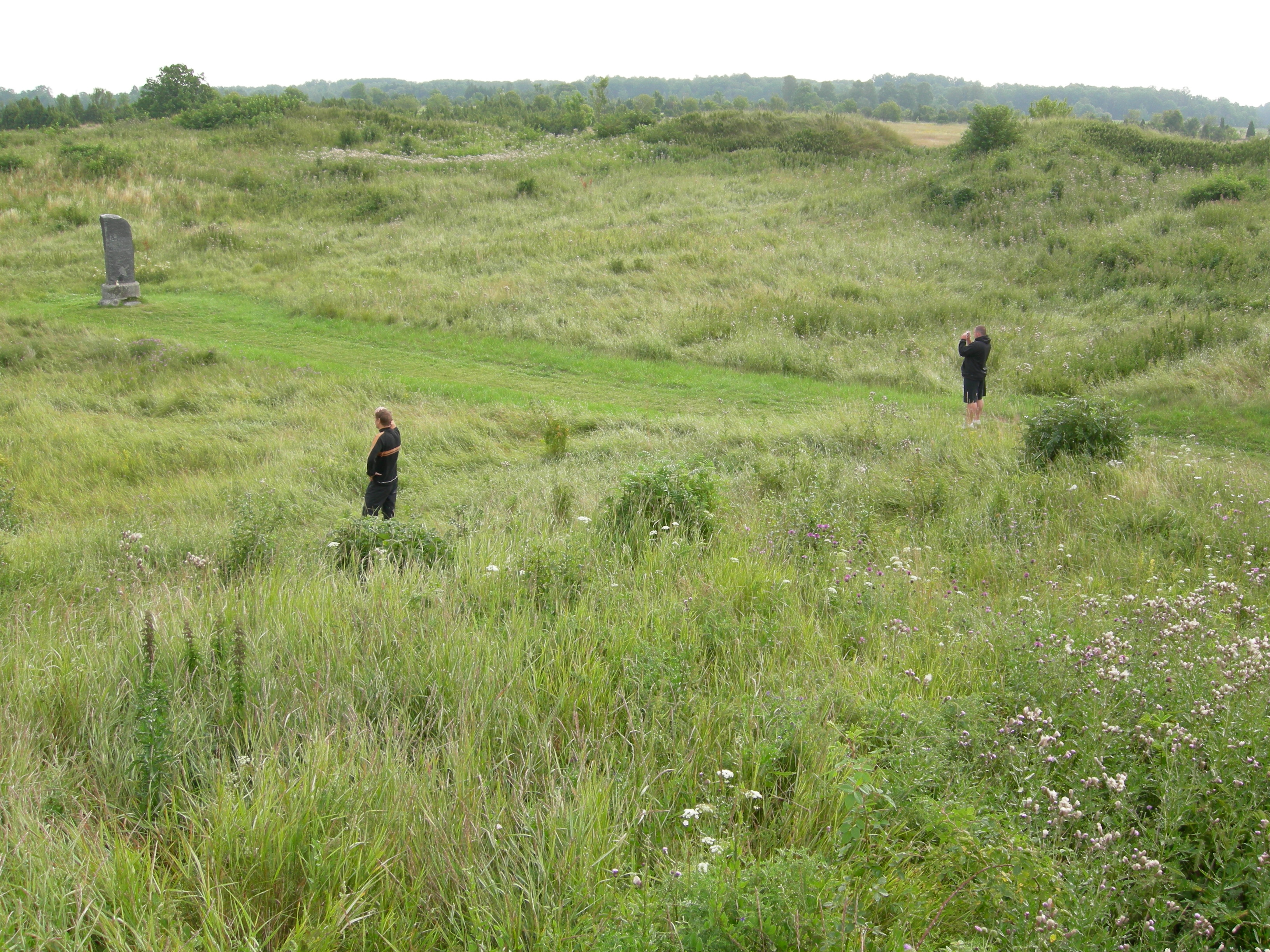
Muhu Stronghold, site of the native Estonian surrender to crusaders in 1227.
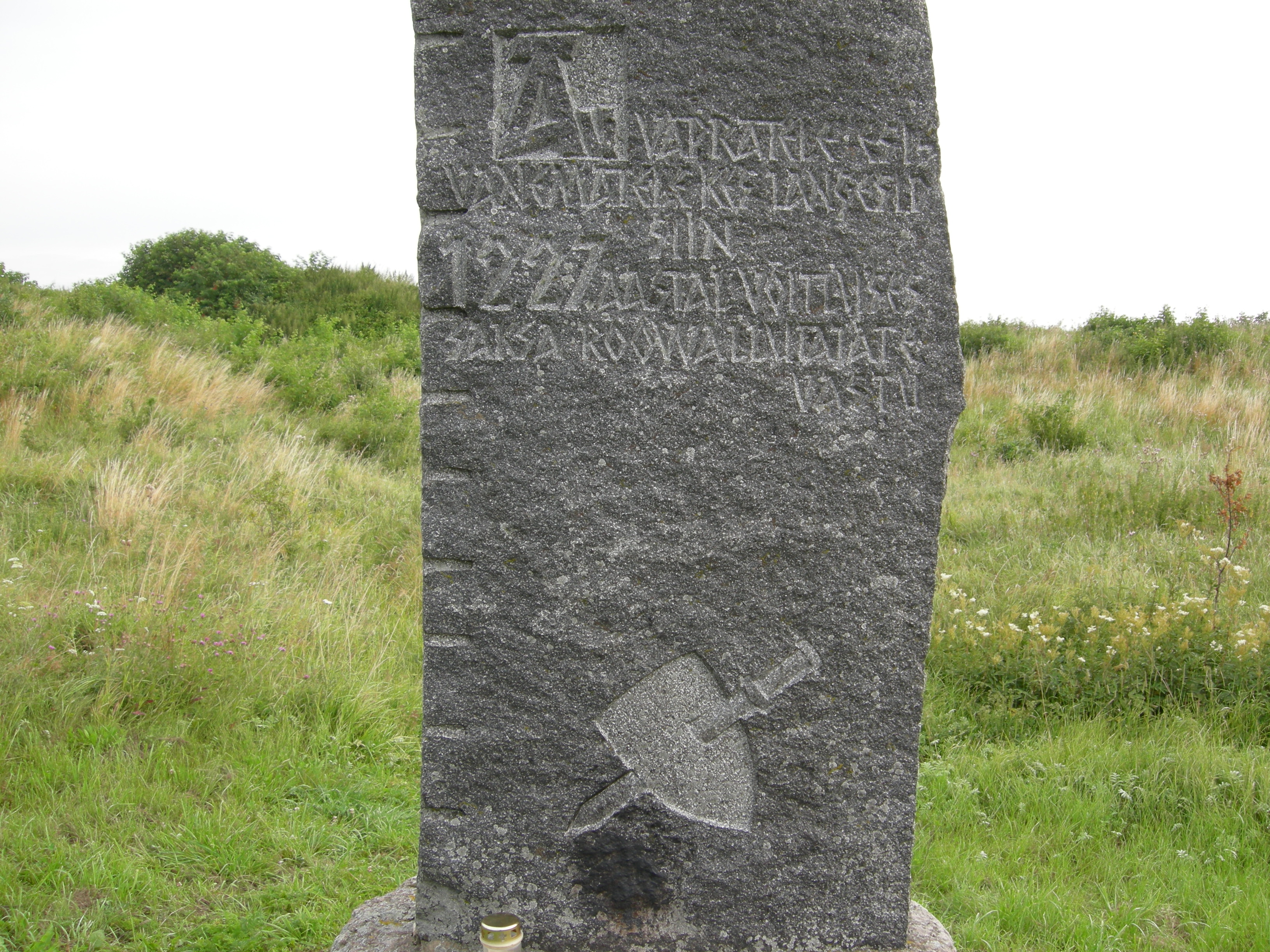
Пам'ятник in the center of the Muhu Stronghold.
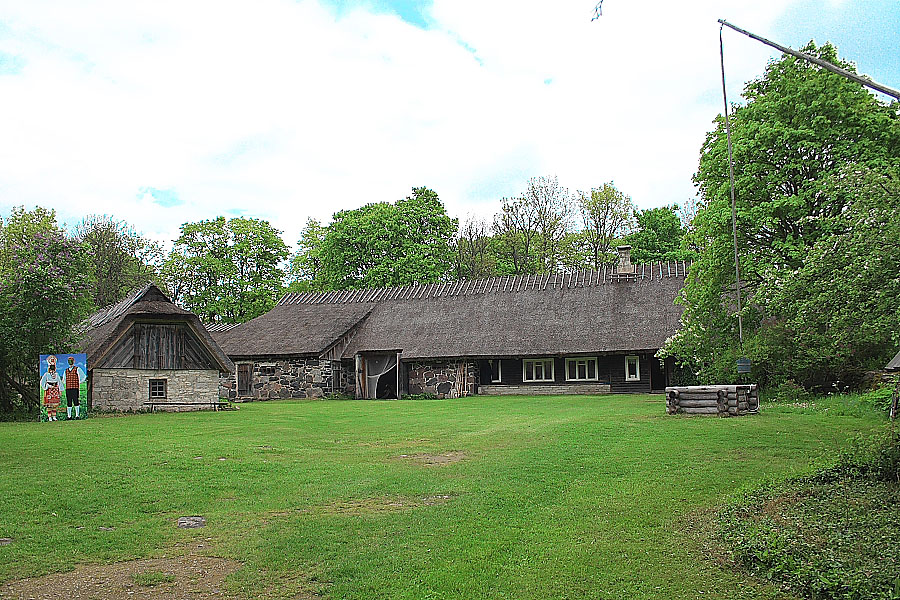
музей Муху
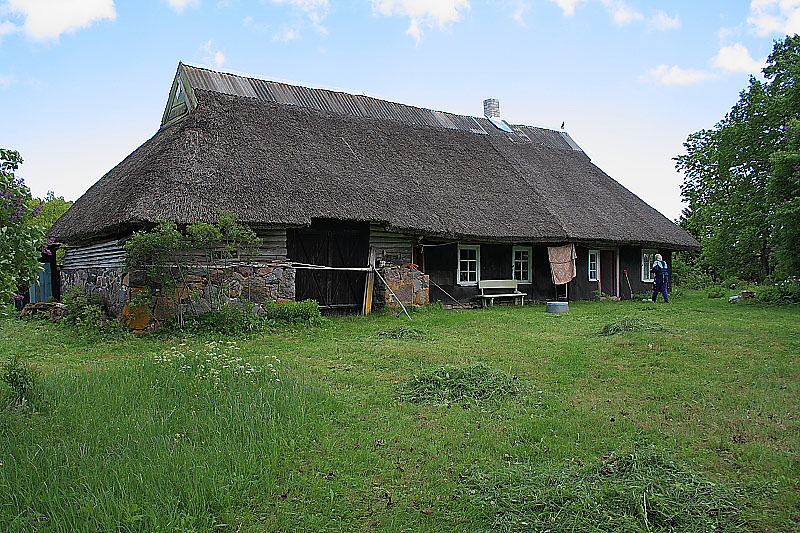
Old farmhouse
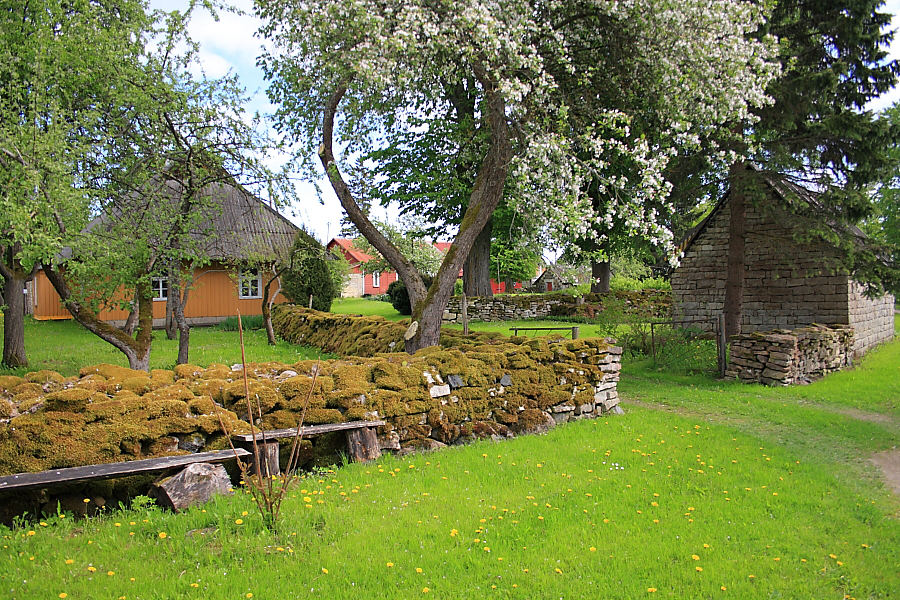
Old village
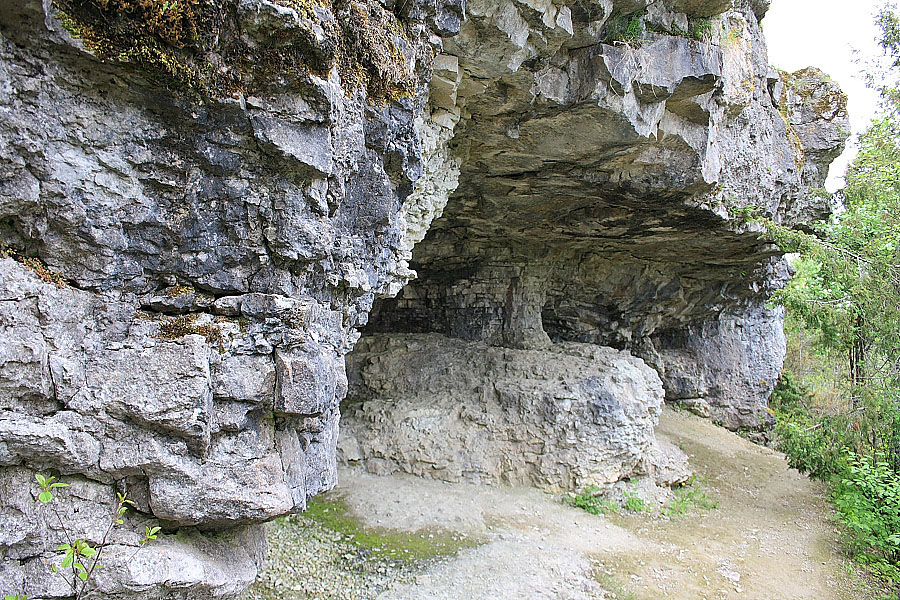
Limestone cliff